# Hanspeter Betschart
Hanspeter Betschart (* 1951) ist ein Schweizer katholischer Theologe, Pfarrer und Schriftsteller.
Betschart ist Kapuziner und Lehrbeauftragter für Bibelgriechisch und Latein an der Universität Luzern. In Olten war er während 17 Jahren Pfarrer der St. Martinskirche. Er übersetzte ein Buch über Franz von Assisi aus dem Latein ins Deutsche und gründete seinen eigenen „Martins-Verlag Olten“, in welchem er diverse Schriften publizierte. Im Knapp Verlag veröffentlichte Betschart Das Grotto im Oltner Pfarrhaus (2009), Liebe Schwestern, liebe Brüder, Fasnacht ist es heute wieder (2011, mit Knittelversen), Don Camillo am Merlot-Teich (2013), Domspatzen und Säulenheilige (2015). Im Martin-Verlag erschien u. a. Kapuziner-Heiterkeiten (2023)..